# Phú Tân (phường)
Phú Tân là một phường thuộc tỉnh Vĩnh Long, Việt Nam.

## Địa lý
Phường Phú Tân có vị trí địa lý:
- Phía đông giáp xã Lương Hòa.
- Phía tây giáp phường Sơn Đông.
- Phía nam giáp phường Phú Khương.
- Phía bắc giáp xã Giao Long.

Phường có diện tích 26,58 km², dân số năm 2025 là 28.568 người, mật độ dân số đạt 1.074 người/km² .

## Lịch sử
Phường Phú Tân được thành lập vào ngày 9 tháng 2 năm 2009 trên cơ sở điều chỉnh 295,53 ha diện tích tự nhiên và 4.664 người của phường Phú Khương; 64,6 ha diện tích tự nhiên và 1.825 người của xã Phú Hưng.
Khi mới thành lập, phường có 360,13 ha diện tích tự nhiên và 6.489 người.
Ngày 5 tháng 4 năm 2013, phường Phú Tân được mở rộng trên cơ sở sáp nhập 40,76 ha diện tích tự nhiên và 305 người của xã Hữu Định, huyện Châu Thành.
Sau khi điều chỉnh, phường có 419,39 ha diện tích tự nhiên và 7.459 người.
Ngày 16 tháng 6 năm 2025, Ủy ban Thường vụ Quốc hội ban hành Nghị quyết số 1687/NQ-UBTVQH15 về việc sắp xếp các đơn vị hành chính cấp xã của tỉnh Vĩnh Long năm 2025. Theo đó, sắp xếp toàn bộ diện tích tự nhiên, quy mô dân số của phường Phú Tân cũ cùng các xã Hữu Định và Phước Thạnh (huyện Châu Thành) thành phường mới có tên gọi là phường Phú Tân.